# あらいあき
あらい あきとは日本の女性漫画家、女優、タレント。

## 経歴
1968年2月25日生まれ、神奈川県出身。1999年、青林工藝舎の漫画雑誌『アックス』に投稿した「満月子さんのはなしのはなし」で第1回アックスマンガ新人賞で奨励賞受賞してデビュー。。
並行して新井 亜樹名義で大人計画所属の女優としても活動し、映画『恋する幼虫』『クルシメさん』、ラジオ『道草・くらげが眠るまで～過去』、NHK-FM『FMシアター「河童淵夜曲」』などに出演した。
2001年より『アックス』で「チュウチュウカナッコ」を不定期連載、2010年に初単行本『チュウチュウカナッコ』を青林工藝舎より上梓した。

## 単行本
- 『チュウチュウカナッコ』（青林工藝舎 2010年8月）ISBN 978-4883793235
- 『ヒネヤ2の8』（青林工藝舎 2012年8月）ISBN 978-4883793723

## 雑誌特集
『アックス』Vol.88 特集:あらいあき（青林工藝舎 2012年8月) ISBN 978-4883793693